# Карагансай (Актюбинская область)
Карагансай (каз. Карагансай, до 2011 г. — Ефремовка) — упразднённый аул в Мартукском районе Актюбинской области Казахстана. Ликвидирован в 2012 г. Входил в состав Курмансайского сельского округа. Код КАТО — 154659200.

## Население
В 1999 году население села составляло 151 человек (86 мужчин и 65 женщин). По данным переписи 2009 года, в селе проживали 32 человека (19 мужчин и 13 женщин).